# قبرة سميكة المنقار

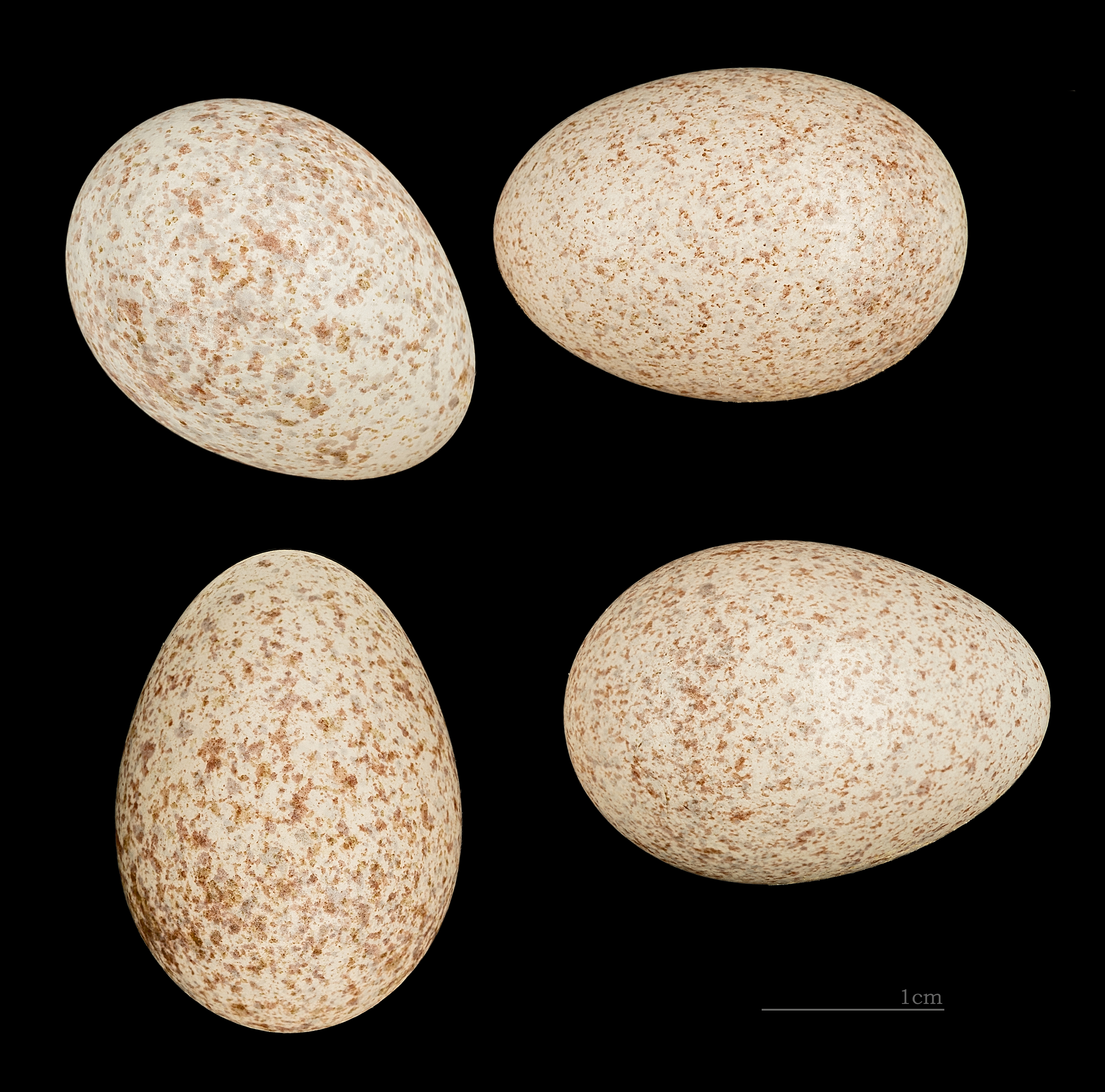
Ramphocoris clotbey

قبرة سميكة المنقار او قنبرة مغربية (الاسم العلمي: Rhamphocoris clotbey) (بالإنجليزية: Thick-billed Lark)‏، هو طائر ينتمي إلى قبرة (فصيلة: Alaudidae).